# Drepanosticta annulata
Drepanosticta annulata – gatunek ważki z rodziny Platystictidae.